# Stier von Aubevoye
Der Stier von Aubevoye (französisch vase zoomorphe d'Aubevoye) ist ein zoomorphes Hohlgefäß, das 2003 in der Nähe der Kartause Bourbon les Gaillon in Aubevoye, bei einer Rettungsgrabung im Seinetal im Département Eure in der Normandie in Frankreich gefunden wurde. Das Gebiet ist sehr fruchtbar.
Das dunkelbraune bis rotbraune Gefäß hat die Form eines Stieres mit deutlich hervorgehobenen Hoden. Es weist eine Bandverzierung auf. Die Rekonstruktion des zerscherbten Gefäßes konnte fast den gesamten Torso, die beiden Beine der linken Flanke und das Maul wiederherstellen. Die Figur ist 30 cm lang, 19 cm breit und 29 cm hoch mit einem Umfang von etwa 60 cm. Sie weist Ösenknubben auf. Das Maul wurde sehr detailgetreu modelliert, die Hörner und Hufe wurden nicht einmodelliert, sondern als einzelne Stücke später aufgebracht. Penis, die beiden rechten Beine und die Hörner fehlen. An der Kopfoberseite befindet sich eine rechteckige Öffnung. Die Form lässt eine Ritualfunktion des Gefäßes vermuten.
Vergleichbare Hohlgefäße in Rinder-Form sind aus der Bandkeramischen Kultur bekannt.
Das Tiergefäß gehört zur jungsteinzeitlichen Kulturgruppe von Villeneuve-Saint-Germain, einer Nachfolgekultur der örtlichen Bandkeramik (RRBP). Neben dem Gefäß wurden noch Scherben von herkömmlichen Bechern, Schalen und Flaschen aus Ton gefunden, sowie Geräte und Klingen aus Feuerstein und die typischen Schieferarmringe. Die Fundstelle befindet sich unweit einer Siedlung. Das Grabungsgebiet enthielt vier Trapezhäuser, die sich durch Pfostenlöcher und Fundamentgräbchen abzeichneten.